# 鈴木隆仁
鈴木 隆仁（すずき りゅうじん、1966年7月21日 - ）は、日本の俳優。東京都調布市出身。所属事務所は中野笑店。身長179センチ。空手二段（剛柔流）を所有している。

## 人物
東京都立神代高等学校出身。
かつては、夏木プロダクションに所属していた。
21歳の時、車内で聞いていたラジオ番組内のトークゲストに来ていた俳優・夏木陽介の言葉に刺激を受け、夏木が主催する俳優育成機関「夏アクターズスタジオ」の第5期生として俳優の世界に飛び込む。
鈴木が出演する同スタジオ公演をたまたま観に来ていた、俳優の小沢仁志に声をかけられ以後、数年間、無給で小沢の付き人となり、プライベートでも家族の様に兄師と慕う。
鈴木は、この世界での三大恩人は夏木陽介・小沢仁志・賀来千香子であると語っている。
1990年、金子正次遺稿脚本・高橋伴明監督『獅子王たちの夏』で映画デビュー。
2017年米公開、マーティン・スコセッシ監督作品『沈黙 SILENCE』 2024年『TOKYO VICE』など海外作品にも参加、映画・オリジナルビデオ・テレビなどに出演する。

## 出演

### 映画
- 獅子王たちの夏（1991年東映、金子正次・西岡琢也脚本、高橋伴明監督） - 組員
- ゴールドラッシュ（1991年東映、和泉聖治監督）
- ファンキー・モンキー・ティーチャー（1991年東映、手銭弘喜監督） - 組員
- ガッデム（1991年JHV、石井隆脚本、神野太監督） - 組員
- いつかギラギラする日（1992年松竹、丸山昇一脚本、深作欣二監督） - バイカー
- 新極道の妻たち覚悟しいや（1993年東映、家田荘子原作、山下耕作監督） - 組員
- ソナチネ（1993年松竹、北野武監督） - 村川組組員
- 打鐘(ジャン)（1993年ヒーロー、小松隆志監督）
- 平成花の応援団（1996年、高瀬将嗣監督） - 応援団員
- マルタイの女（1998年東宝、伊丹十三監督） - 劇団員
- SLANG 黄金群（1998年徳間ジャパン、小沢和義監督） - 殺し屋
- 修羅の群れ（2001年GPミュージアム、大下英治原作、辻裕之監督） - 桧山宏
- 実録外伝ゾンビ極道（2001年、佐々木浩久監督） - 組員
- 今昔伝奇物語 座敷童　百物語（2001年グルーヴコーポレーション、宮坂武士監督） - 村人
- 伝説のやくざ ボンノ（2002年東映ビデオ、正延哲士原作、俊藤浩滋 追悼記念作品、辻裕之監督） - 須藤修司
- 婦人排球 ママズアタック（2002年日活・GPミュージアム、伊藤秀裕監督） - ヤクザ
- A1012K（2002年、SABU監督） - SAT副隊長
- すてごろ 梶原三兄弟激動昭和史（2003年）（2002年GPミュージアム、光石富士朗監督） - 空手師範代
- ハードラックヒーロー（2003年ジャニーズ事務所・エイベックスエンタテイメント、SABU監督） - 高野雅之
- ムーンライトジェリーフィッシュ（2003年ポニーキャニオン、鶴見昴介監督） - ヤクザ
- 伝説のやくざ 最後の博徒（2003年東映ビデオ、正延哲士原作、俊藤浩滋 追悼記念作品、辻裕之監督） - 須藤修司
- 炎と氷（2004年GPミュージアム、新堂冬樹原作、辻裕之監督） - 世羅武雄の父親
- 新・日本の首領（2004年GPミュージアム、高瀬将嗣監督） - 松野組若頭→四代目辰野会舎弟頭補佐 勢田邦夫
- 修羅の門（2004年GPミュージアム、石原興監督） - ヒットマン（義道会組員）
- 龍神 LEGENDARY DRAGON（2004年アルファワークス、高木淳也監督） - 侠連会幹部 イソザキ
- 真説タイガーマスク（2004年GPミュージアム、那須博之監督） - ヤクザ
- ガーディアンフロムヘル（2004年、宮坂武士監督） - 運転手
- カニゴールキーパー（2004年BBMC、河原崎実監督） - ヤクザ
- FM89.3MHz（2004年AMGエンターテイメント、仰木豊監督） - 大川組組員 蔵龍之介
- 地獄プロレス（2005年GPミュージアム、高橋巌監督） - ヤクザ
- 恐喝こそ我が人生（2006年GPミュージアム、渡辺武監督） - 総会屋
- 太陽が弾ける日（2007年11月10日MGP、小沢仁志25周年記念作品、横井健司監督） - KUMAGAI
- ごくつまの恋（2013年アルゴピクチャーズ、石川均監督） - バーの客・笹塚
- めめめのくらげ2（2013年ギャガ、村上隆監督） - 漁師
- 薔薇色のブー子（2014年東宝、福田雄一監督） - ヤクザ幹部
- 龍三と七人の子分たち（2015年ワーナーブラザーズ、北野武監督） - 煙草を吸う男
- 覇王Ⅱ 凶血の系譜（2016年オールインエンタテイメント、小沢和義監督） - 大川会若頭 藤田成徳
- 後妻業の女（2016年東宝、黒川博行原作、鶴橋康夫監督） - 星野欽司
- 龍が如く 魂の詩。（2017年 江口カン監督） - 梶谷組 組員
- 新宿スワン2（2017年 園子温監督） - 全酒連役員
- 22年目の告白 -私が殺人犯です-（2017年 ワーナーブラザーズ、入江悠監督） - 橘組組員
- 沈黙 SILENCE（2017年 パラマウント米映画、遠藤周作原作、マーティン・スコセッシ監督） - 牢番人
- 羊の木（2018年 アスミックエース、山上たつひこ・いがらしみきお原作、吉田大八監督） - 法務省局員
- ラプラスの魔女（2018年 東宝、東野圭吾原作、三池崇史監督） - 刑事
- 闇金ドックス IX（2018年 AMGエンタテイメント、元木隆史監督） - 岡田義和
- あの日の伝言（2018年 ファムプレイス、遠藤健一監督） - 立花
- 新宿パンチ（2018年 AMGエンタテイメント、城定秀夫監督） - スカウト会社「ドラグーン」幹部 矢倉巻
- キャラクター（2021年 東宝、永井聡監督） - 副署長
- 土竜の唄 FINAL（2021年 宮藤官九郎脚本、三池崇史監督） - 幹部
- 劇場版 山崎一門〜日本統一〜（2022年ライツキューブ、辻裕之監督） - 鈴森隆之（侠和会のハッカー）
- 盤上の向日葵　(2025年松竹、熊澤尚人監督)　-見物客 鈴

### Ｖシネマ
- 極道ステーキ（1991年6月28日東映ビデオ、高瀬将嗣監督） - ヤクザ組員
- 爆走トラッカー軍団3（1993年KSS、長石多可男監督） - 中国マフィア
- どチンピラ8（1994年KSS、村田忍監督） - ヤクザ組員
- THE レイプマン（1994年、長石多可男監督）
- 妖女伝説セイレーン2（1994年円谷映像、服部光則監督） - ヤクザ
- 監禁逃亡 異常性欲のはてに（1995年JHV、神野太監督） - 笠井
- BARTENDER（1995年、インディーズムービー） - ヤクザ組長
- アウトブレーカー（1997年、花堂純次監督） - ヤクザ
- 東京（2001年KSS、村田忍監督） - ヤクザ組員
- 大阪裏稼業列伝・ナニワの虎（2001年シネマパラダイス、OZAWA監督） - ヤクザ
- 大脱獄（2001年ADP、光石富士朗監督） - ヤクザ
- 危険をかう男（2001年、安養寺工監督） - 中国マフィア
- 実録・広島やくざ戦争（2001年GPミュージアム、辻裕之監督） - 原倉吉
- 新・広島やくざ戦争 武闘派列伝 伝説の広島極道 山上功治の生涯（2002年GPミュージアム、辻裕之監督）- 村西組組員
- 首領の女（2002年GPミュージアム、辻裕之監督）全3作 - 坂口組藤堂組桐野組若衆 菊地保
- 実録・沖縄やくざ戦争 いくさ世30年（2002年プレービルドーダサービス、OZAWA監督） - 多和田真山
- 外伝 麻雀放浪記 （2002年KSS、薬師寺光幸監督） - 売人
- 北の狼（2002年KSS、中田信一郎監督） - ヤクザ
- 真説 人間魚雷 極悪仁義（2002年GPミュージアム、鶴見昴介監督） - ヤクザ組員
- 実録・最後の愚連隊（2002年タキコーポレーション、正延哲士原作、横井健司監督） - 吉水金吾の舎弟 三輪謙
- 実録・竹中正久の生涯 荒らぶる獅子（2003年GPミュージアム、溝口敦原作、辻裕之監督） - 山賀組 西組組長 西力也
  - 実録・竹中正久の生涯 荒らぶる獅子 外伝（2003年GPミュージアム、溝口敦原作、辻裕之監督） - 山賀組 西組組長 西力也
- 昭和博徒伝（2003年KSS、中田信一郎監督） - ヤクザ
- なにわの山本組（2003年GPミュージアム、市川徹監督） - 谷川健太
- 実録・名古屋やくざ戦争 統一への道2（2003年GPミュージアム、石原興監督） - 三代目山王会城田組佐崎組組員 山上功夫
- 岸和田少年愚連隊 カオルちゃん最強伝説 妖怪地獄（2003年、宮坂武志監督） - 神田組組員
- ヒステリックグラマー（2003年、宮坂武士監督） - ヤクザ
- 北海道水滸伝484ブルース（2003年エンターテイメント倶楽部、山平重樹原作、光石富士朗監督） - 宮武淳二
- 闇武者（2003年MGP、OZAWA監督） - 宮本武蔵
- 実録・兇健と呼ばれた男（2003年シネマパラダイス、本堂淳一郎原作、辻裕之監督） - 柳川次郎
- 鉄KUROGANE（2003年GPミュージアム、宮崎学原作、辻裕之監督） - ヤクザ
- 総長賭博（2003年MGP、辻裕之監督） - 龍王会小山田会組長
- 修羅場の侠たち 河内十人斬り（2004年MGP、山村敦史監督） - ヤクザ
- 修羅場の侠たち 暴力と弾丸（2004年MGP、山村敦史監督） - ヤクザ
- 修羅場の侠たち 伝説の愚連隊 盟朋会（2004年4月25日MGP、辻裕之監督） - ヤクザ組員
- 武闘派極道史 竹中組 組長邸襲撃事件（2004年MGP、辻裕之監督） - 山賀組竹中組本部長 嵐谷義明
- 実録・東組抗争史 閻魔の微笑（2004年MGP、辻裕之監督） - 松田組 合力
- 略奪 マネークラッシュ（2004年） - 関東任侠会須藤のボディガード
- 海賊仁義（2004年MGP、室賀厚監督） - ヤクザ
- 鉄(くろがね) 極道・高山登久太郎の軌跡（2004年） - 大津の土木工
- マル暴 組織犯罪対策部捜査四課（2005年MGP、OZAWA監督）全5作 - 新宿中央署 四課 刑事 鍋島彰人
- 新・日本の首領（2005年GPミュージアム、金澤克次監督） - 松野組若頭→四代目辰野会舎弟頭補佐 勢田邦夫
- 実録・東海道抗争 白と黒（2006年MGP、辻裕之監督） - 四代目山賀組八代目剛島一家若頭補佐 伊能長次郎
- 実録・東声会 初代・町井久之 暗黒の首領（2006年MGP、辻裕之監督） - 東声会幹部 西山正晃（→東亜相互企業）
- 実録 新撰組（2005年MGP、辻裕之監督） - 人斬り大石鍬次郎
- 射る眼 甦える殺意（2006年GPミュージアム、渡辺武監督） - 殺し屋
- 武闘派極道史 八西会跡目抗争（2006年） - 八西会雨宮組幹部 カツラギ
- 首領を獲れ（2006年MGP、山村敦史監督） - ヤクザ
- 実録・絶縁状（2007年、辻裕之監督） - 三代目山王会若頭補佐 中浜勝義
- 実録・外道の群れ 流血の鎮魂歌（2007年、山村敦史監督） - 刑事（取調室）
- 闇金の帝王（2007年MGP、山村敦史監督） - 川田組幹部 スギキ
- 大阪やくざ戦争 誤爆の代償（2007年、辻裕之監督） - 山賀組系坂戸組幹部
- 修羅場の侠たち 総長を狙え（2006年MGP、辻裕之監督） - ヤクザ
- 組長×射殺〜敵を狩れ〜（2007年） - 鴫野組組員
- 組長×射殺〜首領を撃て!〜（2007年）
- 覇道（2006年MGP、辻裕之監督） - ヤクザ
- やくざに学ぶ指導力（2006年MGP、山平重樹原作、佃謙介監督）第3話「明日に向かって撃て」 - 主役・ヒットマン
- 実録・大日本菊水会 双龍伝（2007年GPミュージアム、渡辺武監督） - 任侠右翼
- ビジネスマン必勝講座 ヤクザに学ぶ指導力（2007年）第三話「明日に向かって撃て!」 - Y組幹部H
- 愛しのOYAJI（2007年真樹プロダクション、光石富士朗監督） - ヤクザ
- 横浜暗黒街（2007年GPミュージアム、大塚祐吉監督） - 碇次郎
- 野望への挑戦2（2009年 GPミュージアム、白井政一監督） - 後藤田組若頭補佐 田淵雄大
- 新宿暴力街 華火（2007年GPミュージアム、岡田主監督） - 大畔組組員 松葉祐介
- 新宿暴力街 烈華（2008年） - 大畔組組員 松葉祐介
- 横浜暗黒街（2008年）
- ヤクザは死なず（2008年MGP、辻裕之監督） - 藤堂健一
- 狂人と呼ばれた男（2008年GPミュージアム、辻裕之監督） - 刑事
- 鳳 1（2009年MGP、辻裕之監督） - 天地会服部組組長 服部秀明（天地会十人衆）
- 黒龍傳・ドラゴン（2009年GPミュージアム、大月栄治監督） - 平山仁
- 桜塚やっくんの宇宙極道戦争（2009年MGP、辻裕之監督） - 若頭
- ドラゴン(2010)
- 死神の刃（2010年） - 国松組幹部 トウドウ
- SCRAMBLE 抗争の死角（2012年RIKIプロジェクト、小沢和義監督） - 川上軍治
- 發(アオ)の竜〜逆転の闘牌〜第二章（2017年オールインエンターテイメント、コンセプトフィルム、片岡修二監督） - 郷田（ヤクザ）
- 首領(ドン) 1・2・3（2020年オールインエンターテイメント、楽映舎、辻裕之監督） - 関東子伝馬一家 秀熊組 稲葉豪憲
- 日本統一48・49・50・51・52・56・6５・66・67・68（2021年 - 、ライツキューブ、辻裕之監督） - 鈴森隆之（岸本の舎弟・金融業）

### テレビドラマ
- 刑事貴族（1990年日本テレビ）
- 代表取締役刑事 第8話（1990年12月9日テレビ朝日）
- 七人の女弁護士2（1991年テレビ朝日）
- ドラマチック22 泥だらけの純情（1991年TBS）
- 金曜ドラマシアター 新説・三億円事件（1991年フジテレビ）
- 金曜ドラマシアター 下町女の事件簿・浅草雷門殺人事件（1991年フジテレビ）
- 土曜ワイド劇場 もうひとつの旅路（1991年フジテレビ）
- 火曜サスペンス劇場 深夜の偶然（1992年日本テレビ）
- ポールポジション!愛しき人へ…（1992年日本テレビ）
- 愛は仁義（1992年ドラマシティ92・日本テレビ）- ヤクザ
- 裏刑事-URADEKA-（1992年ABC）
- 誘惑の夏 （1993年東海テレビ）
- 天までとどけ （1994年TBS）
- 君が見えない（1994年関西テレビ・フジテレビ）
- 金曜エンターテイメント 帰ってきたOL三人旅（1994年フジテレビ）
- ダブルウエディング（1994年）
- 湘南女子寮純愛物語 最終話（1994年テレビ朝日） - 暴走族総長
- 警部補 古畑任三郎 1st season 最終話 VS小暮音次郎・最後のあいさつ・菅原文太編（1994年6月29日フジテレビ） - 生原治[4]
- はみだし刑事情熱系III（1998年テレビ朝日）
- 女と愛とミステリー 逃げ口上（2002年テレビ東京）
- タイムスクープハンター スペシャル戦国SOSカラス天狗を追え（2011年NHK総合、中尾浩之監督） - 室尾肥前守時景
- 超再現!ミステリー 死亡フラグが立ちました!（2012年日本テレビ） - 松重竜次
- 中居正広の金曜日のスマたちへ （2012年TBS） - 吉野ママ
- ザ!世界仰天ニュース スマイリーキクチ中傷被害事件（2012年日本テレビ） - マル暴刑事
- 金曜プレステージ 屍活師〜女王の法医学〜（2013年フジテレビ） - 岡野刑事
- クロコーチ 第5話 第9話（2013年TBS） - 刑事
- ほっとけない魔女たち（2014年東海テレビ） - 高泉剛士
- ハング（2014年エイベックス・デジタル、BeeTV、平川雄一朗監督） - 平井刑事
- 連続テレビ小説（NHK総合）
  - 花子とアン（2014年、柳川強監督） - 警官
  - エール 第34話、第35話（2020年、橋爪紳一朗監督） - 取巻き
- 大河ドラマ（NHK総合）
  - 花燃ゆ 第8話 (2015年、末永創監督） - 長州藩組頭
  - 青天を衝け 第21話（2021年、大森美香脚本、川野秀昭監督）　- 小笠原長行
  - 光る君へ (2024年、大石静脚本、中島由貴監督他)　- 源重信
- 風の峠 銀漢の賦 第5話、最終話(2015年、木曜時代劇 NHK総合、黛りんたろう監督） - 吉岡伝右衛門
- 破門（疫病神シリーズ） 第3話 - 第5話（2015年、黒川博行原作 第151回直木賞受賞作品、BSスカパー!、森淳一監督、木村ひさし監督） - 仁田洋介
- 銭の戦争 第10話、最終話（2015年関西テレビ・フジテレビ、後藤法子脚本、三宅喜重監督） - 国税局職員
- 世にも奇妙な物語（2015年、25周年スペシャル15春、地縛者フジテレビ・共同テレビ、河野圭太監督） - 保健所職員
- MOZUスピンオフドラマ「大杉探偵事務所」砕かれた過去編（2015年WOWOW、TBS、羽住英一郎監督） - 谷沢一正組長
- スペシャリスト 第6話（2016年2月18日テレビ朝日、細川光信監督） - 鬼っち
- ドクターカー 第8話（2016年6月2日読売テレビ、日本テレビ、本田隆一監督） - 漁師
- 死幣-DEATH CASH- 第3話（2016年7月28日TBS、渡瀬暁彦監督） - 居酒屋店長
- 家売るオンナ 第7話（2016年8月24日日本テレビ、大石静脚本、猪股隆一監督） - 解体作業員
- ON 異常犯罪捜査官・藤堂比奈子 第5話（2016年8月9日フジテレビ・関西テレビ、白木啓一郎監督） - 管理官
- 天下御免トラック野郎 銀ちゃんの事件街道（2016年9月26日、TBS月曜名作劇場、村田忍監督） - 大河内忠彦
- CRAZY　第5話、第9話（2016年、TOKYO MX 連続ショートドラマ、中尾幸代脚本、松永洋一監督） - 三木元
- 忠臣蔵の恋 四八人目の忠臣 第7話（2016年11月5日 土曜時代劇 NHK総合、諸田玲子原作、清水一彦監督） - 奥田孫太夫
- スリル!〜赤の章・黒の章〜 第1話（2017年 NHK BSプレミアム、河合勇人監督） - ヤクザ
- 嘘の戦争 第3話（2017年1月24日 関西テレビ・フジテレビ、後藤法子脚本、宝来忠昭監督） - 警備員
- バイプレーヤーズ〜もしも6人の名脇役がシェアハウスで暮らしたら〜 第11話、最終話（2017年　ドラマ24 テレビ東京、松居大悟監督） - いかつい男・鈴木隆仁・本人役
- 大貧乏 最終話（2017年3月12日 共同テレビ・フジテレビ、安達奈緒子脚本、土方政人監督） - 刑事
- ツバキ文具店〜鎌倉代書屋物語〜 第6話（2017年5月19日 ドラマ10 NHK総合、小川糸原作、黛りんたろう監督） - 刑事
- 緊急取調室 シーズン2 第7話（2017年 テレビ朝日、本橋圭太監督） - 所轄刑事
- 貴族探偵 第7話（2017年 フジテレビ、麻耶雄嵩原作、金井紘監督） - 坪井班長
- 相棒（テレビ朝日）
  - シーズン16 第4話（2017年、内片輝監督） - 手塚正敏
  - シーズン18 第12話（2020年1月15日、杉山泰一監督） - 黒川龍蔵
- アイドル×戦士 ミラクルちゅーんず! 第30話（2017年 テレビ東京、横井健司監督） - 漁師
- アシガール 第11話（2017年 土曜時代劇 NHK総合、森本梢子原作、中島由貴監督） - 門番
- 明日の約束 チェインストーリー 6話（2017年 共同テレビ・フジテレビ、三木茂監督） - 父親
- 越路吹雪物語 第37話（2018年 テレビ朝日、帯ドラマ劇場、今井和久監督） - 大森完
- 99.9-刑事専門弁護士- シーズン2 第2話（2018年 日曜劇場 TBS、木村ひさし監督） - 警部
- 静おばあちゃんにおまかせ 第1話（2018年 テレビ朝日、春のミステリーナイト、麻生学監督） - 久世達也
- 復讐捜査〜警察犬と刑事の殺人追跡行〜（2018年 テレビ朝日、日曜プライム、武知鎮典脚本、渡辺武監督） - 輪島刑事
- グットドクター 第1話（2018年 フジテレビ、金井紘監督） - 医師
- ぬけまいる〜女三人伊勢参り 第2話（2018年 土曜時代劇 NHK総合、朝井まかて原作、福井充広監督） - ごろつき頭
- 神ノ牙-JINGA- 第8話 12話（2018年 TOKYO MX  BS11、雨宮慶太原作、日暮英典監督） - 岡島
- あなたには渡さない 第3話（2018年 テレビ朝日、土曜ナイトドラマ、連城三紀彦原作、Yuki Saito監督） - シン
- JOKER×FACE 第7話、第8話（2019年 フジテレビ、青木達也監督） - 甲本
- 赤ひげ2 第2話（2019年 NHK BS時代劇 、山本周五郎原作、猪原達三監督） - 源太をしかる中年男
- ストロベリーナイト・サーガ（2019年 フジテレビ、山内大典監督） - 藤本英也
- スカム 第4話（2019年 MBS、原祐樹監督） - 金主
- それぞれの断崖 第3話（2019年 東海テレビ、フジテレビ、遠藤光貴監督） - クラブ客
- 警視庁ゼロ係〜生活安全課なんでも相談室〜 第5話（2019年 テレビ東京、岡野宏信監督） - ヤクザ組長
- やすらぎの刻〜道 第138話 139話（2019年 テレビ朝日、倉本聰脚本、阿部雄一監督） - 刑事
- 絶対零度〜未然犯罪潜入捜査〜 第3話、第5話、第10話  最終話（2020年 共同テレビ、フジテレビ、品田俊介監督、小林義則監督、石川淳一監督）　- 主席監察官
- M 愛すべき人がいて 第1話（2020年 テレビ朝日、Abema TV、土曜ナイトドラマ、小松成美原作、木下高男監督） - 監督
- BG〜身辺警護人〜 第3話（2020年7月2日 テレビ朝日、井上由美子脚本、七高剛監督） - タクシー運転手
- MIU404 第5話（2020年7月24日 TBS、野木亜紀子脚本、竹村謙太郎監督） - 二機捜隊長 牛山
- 天使にリクエストを〜人生最後の願い〜 第3話（2020年 NHK 土曜ドラマ、田中諭監督）　- 岡本刑事
- 今野敏サスペンス・鬼火 警視庁強行犯係・樋口顕（2020年 テレビ東京 月曜プレミア8、児玉宜久監督）　- 管理官
- 半径5メートル 第5話（2021年 NHK ドラマ10、岡田健監督）　- 勝山信人
- 泣くな研修医 第9話（2021年 テレビ朝日 土曜ナイトドラマ、小松隆志監督）　- 医師
- ラジエーションハウスII〜放射線科の診断レポート〜 第5話（2021年 フジテレビ、水戸祐介監督）　- 西園寺豊
- ゴシップ #彼女が知りたい本当の〇〇 第2話（2022年 フジテレビ、橋本夏脚本、石川淳一監督）　- 豪田
- TOKYO VICE 第6話（2022年 WOWOW ハリウッド共同製作、ジョセフ・クボタ・ラディカ監督）　- 西園寺
- 七人の秘書（2022年 テレビ朝日、ドラマスペシャル、香坂隆史脚本、山田勇人監督）　- 山口部長
- カナカナ 第1話（2022年 NHKよるドラ、西森博之原作、河原遥監督）　- カジノ客
- インビジブル 第1話（2022年 TBS金曜ドラマ、いずみ吉紘脚本、竹村謙太郎監督） - 警視庁刑事局長
- 日曜ビックバラエティ・熊本大地震篇 （2022年 テレビ東京、上田迅監督）　- 渡辺英典大隊長
- 日本統一 北海道編 第3・4・5・6話（2022年北海道文化放送、BSフジ、辻裕之監督）- 鈴森隆之
- 日本統一 関東編 全10話（2023年 日本テレビ、辻裕之監督）- 鈴森隆之
- 一橋桐子の犯罪日記 第4話（2022年 NHK  原田ひ香原作、笠浦友愛監督）　- 刑事
- 親愛なる僕へ殺意をこめて 第6話（2022年 フジテレビ、井龍一原作、松山博昭監督）　- 管理官
- Get Ready! 第3話（2023年 TBS、日曜劇場、堤幸彦監督）　- 刑事
- ブラッシュアップライフ 第5話、第6話 （2023年 日本テレビ、バカリズム脚本、狩山俊輔監督）　- 監督
- ミワさんなりすます 第18・20話（2023年 NHK  青木U平原作、保坂慶太監督）　- 刑事
- R00T ルート 第２・３・４・7話 (2024年 テレビ東京、比元和津也原作、土屋貴史監督)　- 金庫番
- TOKYO VICE シーズン2（2024年 WOWOW ハリウッド共同製作、ジョセフ・クボタ・ラディカ監督）　- 西園寺配信

### CM
- 損保ジャパン（2011-2012年、ピアノ編） - 父親

### PV・WEB・配信
- PESSIM（2017年 MPVショートムービー、TAKCOM監督×MUSIC BY RAMZA） - 親方
- L`Art de L`Autimobile × PORSCHE  ( 2024年 PV ) -  大佐
- ドンケツ 第5話　(2025年 DMM配信 たーし原作、水田伸生監督)　- 大路保宏

### 舞台
- 走れメロス 夏アクターズスタジオ 公演
- 裏通りの猫たち 夏アクターズスタジオ 公演　作：鈴木隆仁
- 渋谷公園通り TEAM BROS 公演　作・演出：鈴木隆仁
- AMAPOLA/アマポーラ TEAM BROS 公演　作・演出：鈴木隆仁
- MEMORY/メモリー TEAM BROS 公演　作・演出：小沢仁志